# Sebastian Berwick
Sebastian Berwick (* 15. prosince 1999) je australský profesionální silniční cyklista jezdící za UCI ProTeam Caja Rural–Seguros RGA.

## Hlavní výsledky
2016
Tour de Tweed
7. místo celkově
2017
Mistrovství Oceánie
 vítěz silničního závodu juniorů
 vítěz časovky juniorů
Hry Commonwealthu mládeže
 3. místo časovka
Národní šampionát
4. místo časovka juniorů
Mistrovství světa
10. místo časovka juniorů
2018
Tour de la CABA
 celkový vítěz
6. místo Grand Prix de Charvieu
2019
Tour of Thailand
10. místo celkově
Kolem jezera Pcho-jang-chu
10. místo celkově
2020
Herald Sun Tour
2. místo celkově
 vítěz soutěže mladých jezdců
Národní šampionát
2. místo silniční závod do 23 let
2021
Settimana Internazionale di Coppi e Bartali
vítěz etapy 1b (TTT)
2022
Alpes Isère Tour
3. místo celkově
 vítěz vrchařské soutěže
vítěz 5. etapy
2023
Tour Alsace
 celkový vítěz
vítěz 3. etapy
Kolem Chaj-nanu
2. místo celkově
vítěz 2. etapy

### Výsledky na Grand Tours
| Grand Tour      | 2021 | 2022 | 2023 |
| --------------- | ---- | ---- | ---- |
| Giro d'Italia   | —    | —    | 71   |
| Tour de France  | —    | —    | —    |
| Vuelta a España | 135  | —    | —    |

| —   | Nezúčastnil se |
| DNF | Nedokončil     |